# Ralf G. Larsson
Ralf Göran Larsson, född 22 februari 1952, är en svensk jurist.
Ralf G Larsson arbetade efter sin tingsmeritering i Kalmar tingsrätt som förbundsjurist på LO:s Rättsskydd 1982. Därefter började han på domarbanan och  blev lagman i Kristianstads tingsrätt 1999, utsågs till lagman i Ystads tingsrätt 2007 och var därefter lagman i Lunds tingsrätt 2008–2013. Han blev lagman i Göteborgs tingsrätt 2014 och var slutligen hovrättspresident i Hovrätten för Västra Sverige 2016–2019.
Han var ordförande i Sveriges Domareförbund 2003–2007.